# Centre històric de Tallinn

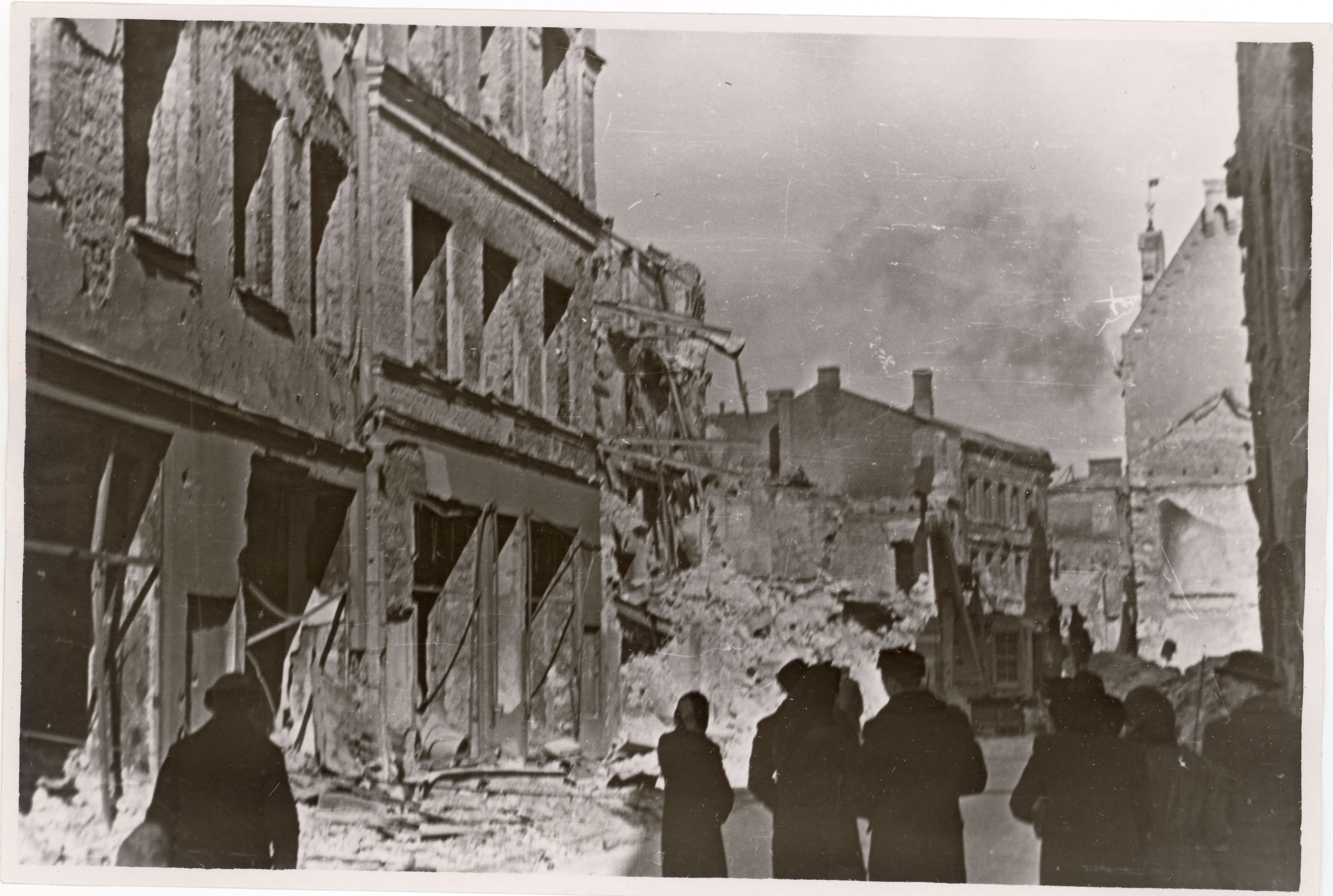
El carrer Harju al nucli antic de Tallin després del bombardeig aeri soviètic el març de 1944.

El centre històric de Tallin —en estonià: Tallinna vanalinn— és la part més antiga de la capital d'Estònia. Ha aconseguit conservar íntegrament la seva estructura d'origen medieval i hanseàtic, representant un traçat urbà excepcionalment intacte del segle segle xiii. Des de 1997, aquesta àrea forma part del Patrimoni de la Humanitat de la UNESCO. El Centre històric de Tallin està delimitat per les Muralles de Tallin, abasta una superfície de 113 hectàrees i compta amb una zona de protecció de 2.253 hectàrees.

## Història
Els orígens de Tallin es documenten al segle XIII, amb la construcció d'un castell per part dels cavallers croats de l'Orde Teutònic. La ciutat va experimentar un desenvolupament significatiu com a centre neuràlgic de la Lliga Hanseàtica. Aquesta prosperitat es manifesta en la sumptuositat dels edificis públics, particularment les construccions eclesiàstiques, i en la notable conservació de l'arquitectura domèstica de les residències mercantils. Aquestes estructures han perdurat de manera excepcional al llarg dels segles, malgrat els efectes destructius d'incendis i conflictes bèl·lics.
La majoria de les seves edificacions van ser construïdes entre els segles segle xiii i segle xvi. La ciutat alta (Toompea), amb el castell i la catedral, ha constituït històricament el centre administratiu del país. En contraposició, la ciutat baixa preserva de manera notable el teixit urbà medieval, caracteritzat per carrers estrets i sinuosos, molts dels quals conserven la seva denominació medieval. Així mateix, s'hi localitzen edificis públics i burgesos de rellevància, incloent-hi la muralla de la ciutat, la Casa de la Ciutat, una farmàcia històrica, esglésies, monestirs, les confraries de mercaders i artesans, i l'arquitectura domèstica de les residències mercantils, la qual ha perviscut amb un grau de conservació excepcional. La distribució original de les parcel·les edificatòries es manté pràcticament intacta des dels segles XIII-XIV.
Durant la Segona Guerra Mundial, quan l'exèrcit alemany ocupava Estònia entre el 1941 i el 1944, el Centre històric de Tallin va ser objecte de diversos bombardejos aeris per part de l'aviació soviètica. En la incursió més devastadora, que va tenir lloc entre el 9 i el 10 de març de 1944, es van llançar més de mil bombes incendiàries sobre Tallin, cosa que va provocar nombrosos incendis, va destruir al voltant del 10% dels edificis del Centre històric, va causar la mort de centenars de persones i en va deixar més de 20.000 sense llar